# Didymoplexis
Didymoplexis – rodzaj roślin z rodziny storczykowatych (Orchidaceae). Obejmuje 21 gatunków występujących w Azji, Australii, Oceanii i Afryce w takich krajach i regionach jak: Afganistan, Asam, Bangladesz, Borneo, Karoliny, Chiny, Wyspa Bożego Narodzenia, Kongo, wschodnie Himalaje, Fidżi, Ghana, Indie, Wybrzeże Kości Słoniowej, Japonia, Jawa, Republika Południowej Afryki, Laos, Małe Wyspy Sundajskie, Liberia, Madagaskar, Malezja Zachodnia, Moluki, Mariany, Mjanma, Riukiu, Nepal, Nowa Kaledonia, Nowa Gwinea, Niue, Demokratyczna Republika Konga, Filipiny, Samoa, Wyspy Salomona, Sri Lanka, Sumatra, Tajwan, Tanzania, Tajlandia, Tonga, Vanuatu, Wietnam, Wallis i Futuna oraz w stanach Terytorium Północne i Queensland w Australii.

## Systematyka
Rodzaj sklasyfikowany do plemienia Gastrodieae, podrodzina epidendronowe (Epidendroideae), rodzina storczykowate (Orchidaceae), rząd szparagowce (Asparagales) w obrębie roślin jednoliściennych
Wykaz gatunków
- Didymoplexis africana Summerh.
- Didymoplexis avaratraensis P.J.Cribb, Nusb. & L.Gaut.
- Didymoplexis cornuta J.J.Sm.
- Didymoplexis flexipes J.J.Sm.
- Didymoplexis gibbosa Aver. & Nuraliev
- Didymoplexis himalaica Schltr.
- Didymoplexis holochelia Aver. & Nuraliev
- Didymoplexis latilabris Schltr.
- Didymoplexis micradenia (Rchb.f.) Hemsl.
- Didymoplexis obreniformis J.J.Sm.
- Didymoplexis pachystomoides (F.Muell.) Garay & W.Kittr.
- Didymoplexis pallens Griff.
- Didymoplexis recurvata P.J.Cribb, Nusb. & L.Gaut.
- Didymoplexis seidenfadenii C.S.Kumar & Ormerod
- Didymoplexis sirichaii Suddee
- Didymoplexis stella-silvae Hermans
- Didymoplexis striata J.J.Sm.
- Didymoplexis torricellensis Schltr.
- Didymoplexis trukensis Tuyama
- Didymoplexis verrucosa J.Stewart & Hennessy
- Didymoplexis vietnamica Ormerod